# Добрые песни
Добрые Песни — российская радиостанция, существовавшая с 2008 по 2012 год. Специализировалась на авторской песне (шансоне, бардовской песне, городском романсе и эстрадной лирике).

## История
Радиостанция «Добрые Песни» начала своё вещание 19 мая 2008 года, на частоте 66,86 УКВ в Москве. 9 июня 2009 года станция переехала на частоту 94,4 FM, вещание на УКВ было прекращено. Владельцем новой частоты был предприниматель Александр Лебедев, годом ранее купивший её за 20 млн долл. и отказавшийся от планов запустить бизнес-радио и заключивший партнёрское соглашение с «Русской медиагруппой» о покупке программного продукта.
В 2010 году радиостанция имела 463 города вещания."Русская Медиагруппа" приняла решение о закрытии проекта в сентябре 2010 года, продав ООО «Добрые песни», управляющее станцией, новосибирским партнёрам. Также обсуждался вопрос продажи московской радиочастоты непосредственно РМГ, но не удалось достичь компромисса с Александром Лебедевым. 3 декабря 2010 года программный директор станции Дмитрий Широков официально объявил в прямом эфире о своём уходе. Позже все остальные ведущие уволены и станция перешла в автономный режим вещания.
С 3 марта 2011 года программа «Литературная коллекция» перешла в формат технического вещания и нарушила несколько статей законов, за что получила предупреждение от Роскомнадзора.
8 октября 2012 года ровно в 19:00 по Москве на частоте Добрых Песен начала вещание радиостанция «Новое музыкальное радио», которая позже получила название «Весна FM».

## Города вещания
Вещание осуществлялось в 5 из 11 городов-миллионников.
(Вещало по 2011 г.)
Частота указана в МГц
| - Абакан 101,7 - Воронеж 104,8 - Глазов 105,4 - Ейск 107,4 - Железногорск 106,2 - Иркутск 1332 кГц - Казань 90,7 - Калининград 68,84 и 98,0 - Ковров 104,5 - Комсомольск-на-Амуре 102,2 - Краснодар 104,2 - Курган 100,7 - Курск 101,2 - Майкоп 100,1 - Махачкала 96,2 - Москва 94,4 | - Мурманск 101,5 - Набережные Челны 100,8 - Нижневартовск 88,7 - Нижний Новгород 96,4 (собственное вещание осуществлялось до 2018 года) - Новосибирск 73,16 УКВ - Пенза 104,8 - Рязань 107,9 - Салехард 103,3 - Самара 68,51 - Сургут 88,2 - Сыктывкар 105,2 - Тольятти 103,2 - Тюмень 98,8 - Усолье-Сибирское 105,8 - Южно-Сахалинск 89,9 |

### Планировавшееся вещание
| - Альметьевск 92,5 - Выкса 96,2 - Каргаполье 104,4 - Ульяновск 87,6 | - Мичуринск 102 - Пермь 102,7 - Рубцовск 107,5 |

## После закрытия
После закрытия радиостанции «Добрые Песни» продолжалось местное вещание в Нижнем Новгороде и Тюмени на частотах 96,4 и 90,4 FM соответственно.
Радио «Добрые Песни в Нижнем Новгороде» начало полностью собственное вещание 1 марта 2011 года. 2 мая 2012 станция сменила формат на рок-н-ролл и рок-музыку, 20 марта 2015 года Добрые Песни снова сменили формат, на поп-репертуар. 31 декабря 2014 года радио «Добрые Песни в Нижнем Новгороде» опубликовало свой новый логотип. С 21 марта 2018 года на 96,4 вещает «Радиола». ↵В Тюмени формат не менялся. Вещание прекращено 11 июля 2016 года.